# Эллис, Лестер
Ле́стер Э́ллис (англ. Lester Ellis; род. 15 марта 1965, Блэкпул) — австралийский боксёр английского происхождения, представитель нескольких весовых категорий от второй полулёгкой до полусредней. Выступал на профессиональном уровне в период 1983—2002 годов, владел титулами чемпиона мира по версиям IBF, WBF и IBO.

## Биография
Лестер Эллис родился 15 марта 1965 года в городе Блэкпул графства Ланкашир, Англия. Был у своих родителей младшим из троих сыновей. Ещё в возрасте двух лет вместе с семьёй переехал на постоянное жительство в Австралию. Боксом начал заниматься в 12 лет, проходил подготовку в зале Glengala Boxing Club недалеко от Мельбурна, тренировался под руководством наставника Мэттью Квинна.

### Любительская карьера
Начинал боксёрскую карьеру как любитель, четыре раза побеждал на чемпионате Австралии и шесть раз становился чемпионом штата Виктория. В общей сложности провёл 50 боёв, из которых выиграл 45.

### Профессиональная карьера
Дебютировал на профессиональном уровне в апреле 1983 года, отправив своего соперника в нокаут в третьем раунде. Долгое время не знал поражений, хотя боксировал исключительно на домашних австралийских рингах, и уровень его оппозиции был не очень высоким.
В ноябре 1984 года завоевал титул чемпиона Содружества во второй полулёгкой весовой категории, выиграв раздельным решением судей у непобеждённого замбийца Джона Сичулы (17-0-1).
Благодаря череде удачных выступлений в 1985 году удостоился права оспорить титул чемпиона мира во втором полулёгком весе по версии Международной боксёрской федерации (IBF), который на тот момент принадлежал корейцу Ю Хван Гилю (25-1-3). Противостояние между ними продлилось все отведённые 15 раундов, в итоге судьи раздельным решением отдали победу Эллису.
Полученный чемпионский пояс Лестер Эллис сумел защитить только один раз, отправив в нокаут филиппинца Рода Секвенана (43-9-3). В рамках второй защиты в июле 1985 года единогласным решением уступил соотечественнику Барри Майклу (44-8-3), тем самым потерпел первое в профессиональной карьере поражение и лишился титула чемпиона мира.
Несмотря на проигрыш, Эллис продолжил активно выходить на ринг, в дальнейшем завоевал титулы чемпиона Австралии в лёгкой, первой полусредней и полусредней весовых категориях, стал чемпионом Содружества в первом полусреднем весе.
В феврале 1993 года заполучил титул чемпиона мира в полусреднем весе по версии Всемирной боксёрской федерации (WBF), нокаутировав опытного американца Рокки Берга (60-35-2).
В декабре 1994 года стал обладателем вакантного титула чемпиона мира в первом полусреднем весе по версии Международной боксёрской организации (IBO). Впоследствии получил аналогичный титул и в лёгком весе.
Дважды боксировал с известным американским боксёром Кэлвином Гроувом, но оба раза проиграл.
Последний раз выступил на профессиональном уровне в июле 2002 года, уступив техническим нокаутом австралийскому проспекту Энтони Мандайну (13-1). В общей сложности провёл на профи-ринге 49 боёв, из них 41 выиграл (в том числе 28 досрочно) и 8 проиграл.